# Café Transit
Café Transit é um filme de drama iraniano de 2005 dirigido e escrito por Kambuzia Partovi. Foi selecionado como representante da Irã à edição do Oscar 2007, organizada pela Academia de Artes e Ciências Cinematográficas.

## Elenco
- Fereshteh Sadre Orafaiy
- Parviz Parastui
- Nikos Papadopoulos